# San Leonel Nayarit

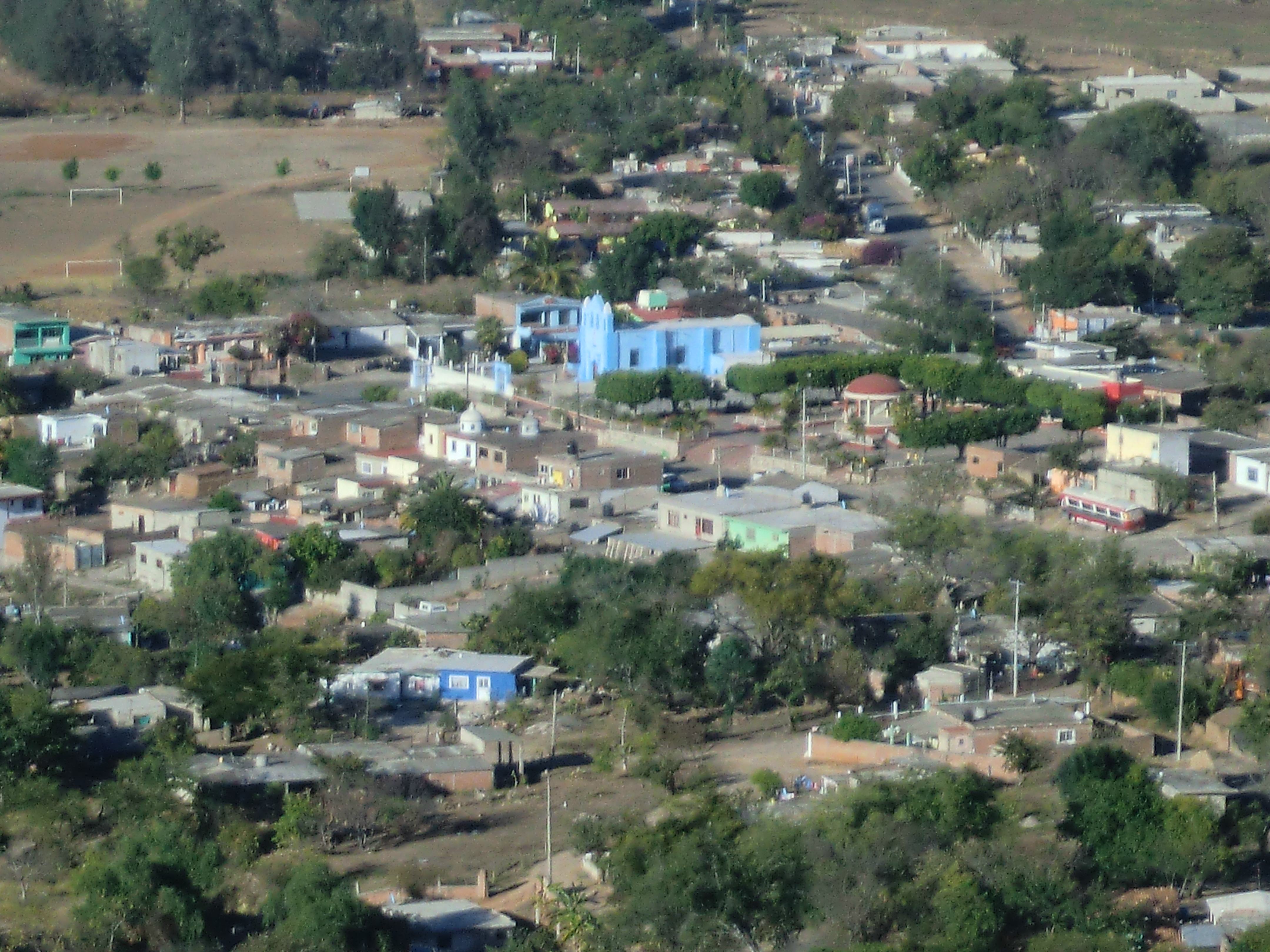
Vista panorámica de san Leonel Nayarit.

San Leonel Nayarit es un pueblo situado en el municipio de Santa María del Oro, en el estado de Nayarit, México. Cuenta con alrededor de 730 habitantes.

## Historia
En 1934 el entonces Presidente Constitucional de la República Mexicana, el General Lázaro Cárdenas del Río, emite un dictamen presidencial con fecha del 1 de diciembre de 1934 donde expresa que San Leonel, Nayarit se convierte en ejido.

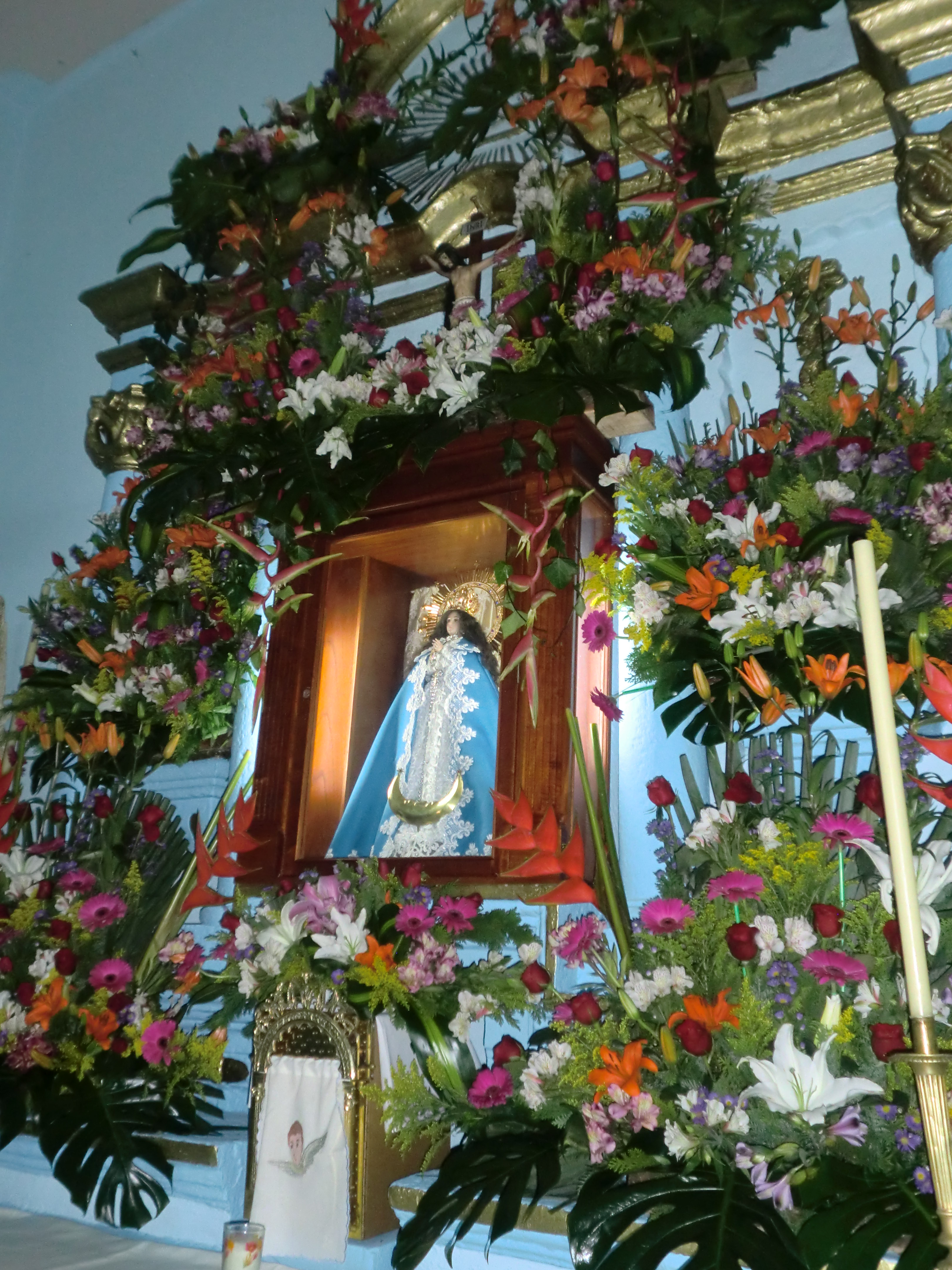
Templo.

## Clima
Es húmedo y caliente, con régimen de lluvias de junio a octubre, meses más calurosos de mayo a junio, vientos moderados del sur. La temperatura más calurosa es de 31 °C con una precipitación fluvial entre 842 y 1,384.3 mm.

## Virgen de San Leonel
La imagen de la virgen de San Leonel data del año 1600. Se desconoce de que fue hecha, ya que no se ha sometido a ningún estudio. Se le dio el nombre de la Purísima Concepción. 
En 2010, al ver el deterioro de esta virgen, fue creada una virgen peregrina que es una copia exacta de esta virgen original, la cual se encarga de hacer los recorridos y peregrinaciones que antes hacía la virgen original. La tradición local afirma que llegó en una caja a lomos de un burro del que se desconocía de donde venía. Los pobladores decidieron abrir la caja y se encontraron con esta imagen, a la que llamaron de la Purísima Concepción. Se le construyó un templo en su honor.

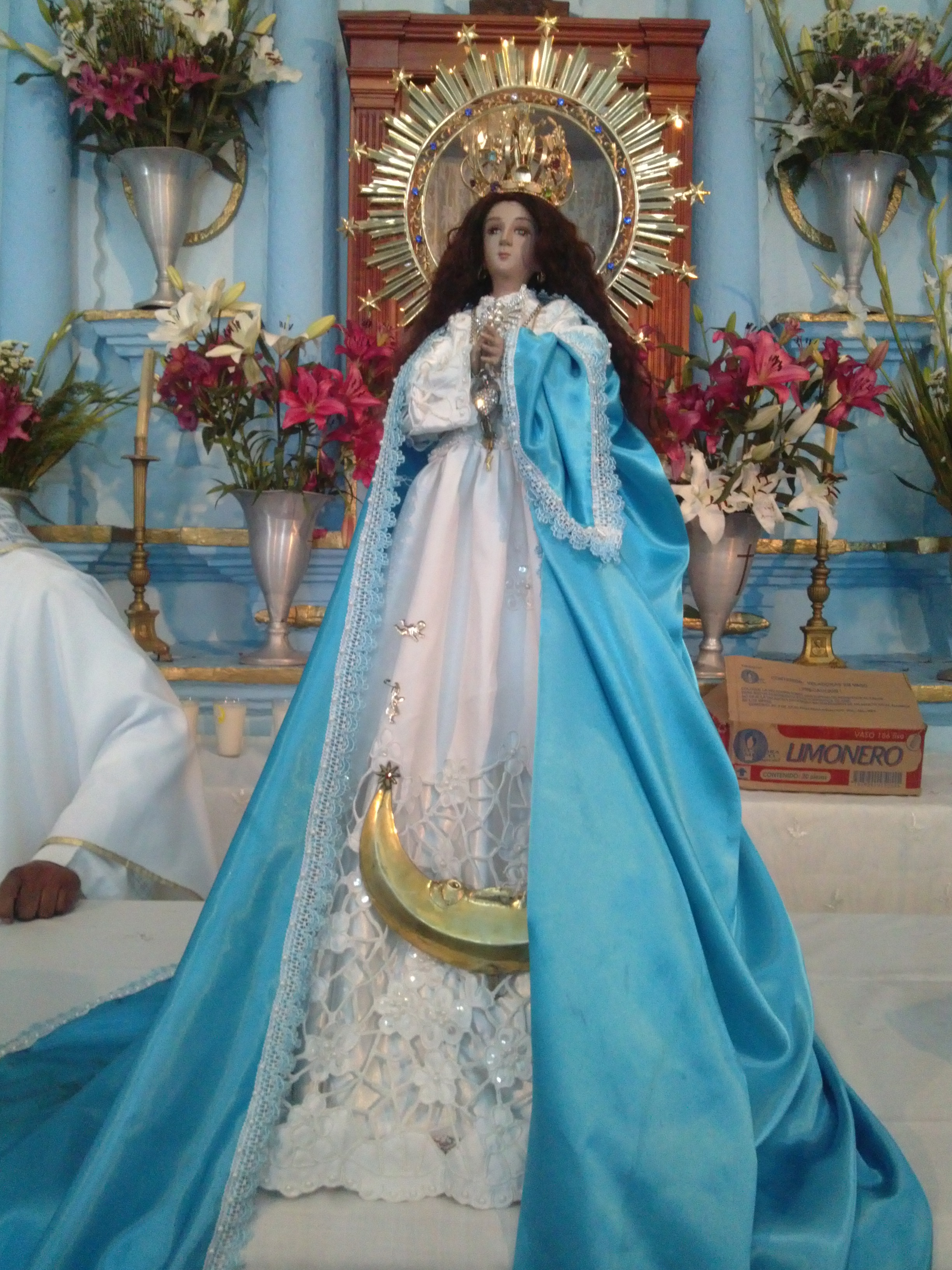
Virgen de san Leonel.

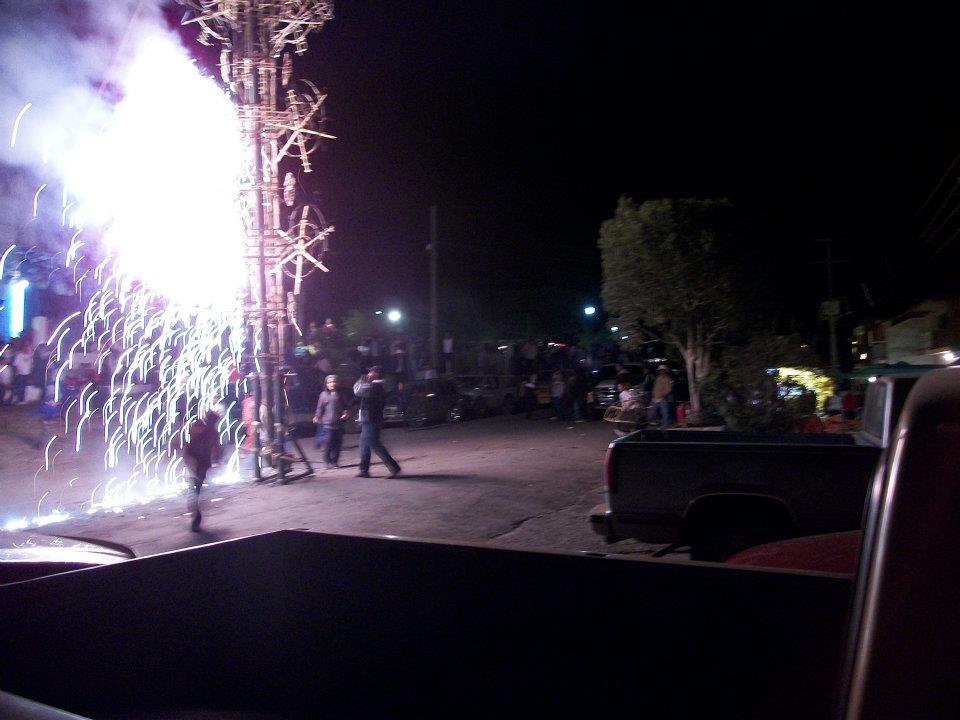
Fiestas.

## Atractivos Culturales y Turísticos
Lo que más destaca hablando culturalmente son las grandes peregrinaciones que se realizan anualmente con la virgen peregrina, entre las comunidades más destacadas están san José de mojarras, la labor, el limón, san Luis de Lozada, Buckingam, Miguel Hidalgo, cerro blanco, rincón de Calimayo, las cuevas, 
Huanacaxtle, colonia moderna, estas en el estado de Nayarit. En el estado de Jalisco visita las comunidades de San Martín de Bolaños, y comunidades de alrededor de Chimaltitlan. por falta de tiempo y coordinación no ha podido visitar pequeñas comunidades entre la frontera de Jalisco y Zacatecas ya que han solicitado su visita. 
estas peregrinaciones comienzan anualmente en agosto y terminan generalmente en septiembre.
Hablando de atractivos turísticos, aparte de la virgen, se encuentra unos de los monumentos más antiguos situados en el estado de Nayarit y el segundo más antiguo, situados en el municipio de Santa María del Oro, es el gran templo que resguarda a esta virgen, data del siglo XVlll y fue propiedad de la ex-hacienda situada en esos terrenos durante los siglos XVll-XVlll.
Actualmente dicho monumento se encuentra muy deteriorado con el paso de los años, y se sigue utilizando como casa para miles de peregrinos que visitan a la virgen de San Leonel durante todo el año.

## Peregrinaje por Estados Unidos
Como un hecho sin precedentes se realizó en abril de 2017 la primera visita de la virgen peregrina de San Leonel a Estados Unidos de América, tras la solicitud de varias familias radicadas en dicho país desde hace algunos años. La visita fue además impulsa por el párroco de San Leonel Ismael Herrera quien se encargó de este peregrinaje. 
La imagen fue traslada en vía aérea en vuelo comercial con todos los cuidados requeridos y fue el 20 de abril de 2017 que aterrizó y llegó a tierras estadounidenses siendo su primer viaje fuera del país (México).
Su peregrinaje comenzó en Washington el 21 de abril de 2017 donde se organizó un recibimiento y actividades en la ciudad Marisville, Washington. Su peregrinaje continuó en la ciudad de Everett, Washington donde se realizaron actividades el 23 de abril donde de igual forma celebraron a la imagen en snohomish, Washington sus actividades continuaron en ma ciudad de Washington como Oregón los días 24, 25, y 26. 
El día 27 de abril se trasladó a la ciudad Bakersfield, California fue aquí donde comenzó su peregrinaje por el estado de California. El 28 de abril se trasladó a la ciudad de San Diego California donde peregrinos provenientes de varias comunidades hermana de San Leonel la esperaban.
El 29 de abril la imagen fue trasladada a la ciudad de Santa Ana donde siguieron las celebraciones a la sagrada virgen. Por último punto de encuentro el día 30 de abril la imagen terminó sus actividades en el Valle de San Fernando, California donde la despidieron de este país terminando sus actividades en dicha ciudad la imagen fue trasladada al aeropuerto internacional de Los Ángeles, donde fue trasladada en vuelo comercial a la ciudad de Guadalajara, México. De este punto se trasladó vía terrestre hasta la comunidad de San Leonel, Nayarit donde llegó un primero de mayo, donde el pueblo de San Leonel la esperaba con alegría. 
La imagen cumplió con sus hijos realizando su primera visita a USA teniendo un gran éxito, visitando alrededor de 8 ciudades estadounidenses del 21 al 30 de abril de 2017.

## Fiestas
Las fiestas se celebran cada año, del 29 de noviembre al 8 de diciembre. El día de la virgen se celebra en este último día, (8 de diciembre) facha en la que se realiza la procesión con la virgen original.

## Actividad Económica
Ablando municipalmente 
Agricultura
Se cultivan en el municipio 20,144.75 hectáreas, las cuales representan el 5.8% de la superficie sembrada en el estado y el 7% del valor de la producción. Las tierras son de temporal en 96% y de riego en 4%. El principal cultivo es el maíz, ocupando el 56% de la superficie sembrada, lo que ubica al municipio en el principal productor de maíz del estado y en el tercer productor estatal de caña de azúcar. Es el segundo productor estatal de cacahuate. Estos tres productos ocupan el 95% de la superficie sembrada del municipio.
Ganadería
Desarrollada en 76,802 hectáreas de uso ganadero, el municipio, cuenta con 27,280 cabezas de ganado bovino, 41,445 cabezas de porcino, 1,769 de equino, 1,178 de caprino y 479 de ovino. En apicultura cuenta con 880 colmenas y en avicultura con 1’573,315 aves para carne y huevo. Es el segundo productor porcino más importante del estado, el tercer productor avícola y el segundo productor de huevo, después de Tepic. Cuenta con granjas porcinas y granjas avícolas. Concentra el 6.8% de la población ganadera del estado y el 16.5% de las aves.
Pesca
La actividad pesquera se concentra principalmente en la laguna de Santa María del Oro, donde se cuenta con una organización de pescadores a escala comercial, para la atención del turismo. Se cuenta con ríos y arroyos donde sé práctica la pesca de autoconsumo. La producción es aproximadamente de 6 a 8 toneladas al año de tilapia, mojarra y pescado blanco.
Explotación forestal
Cuenta con 4,389 hectáreas en las que predomina el pino, el encino y el Huanacaxtle, cuyo volumen de aprovechamiento es de 8,160 m³ de rollo que representan el 4.3% del total estatal. Para la explotación del recurso forestal se cuenta con unidades de producción.
Minería
Hay yacimientos de oro, plata y plomo. Las minas principales se localizan en Real de Acuitapílco y el ejido La Labor. Esta actividad es realizada por gambusinos, aunque se cuenta con un gran potencial.
Manufactura
En esta materia destaca la industria de la construcción, de los alimentos y bebidas, de fabricación de muebles, de fabricación de piloncillo y las tostadoras de cacahuate.
Comercio
El comercio es una de las actividades básicas del municipio ya que concentra el 19% de las actividades económicas. Cuenta con 1,185 establecimientos de diversos giros, de los cuales 37 son al por mayor y el resto al por menor. Podemos encontrar expendios de productos de primera necesidad, alimentos y bebidas, insumos agrícolas y artículos para el hogar. Además de contar con bodegas de almacenamiento.
Población económicamente activa por sector
La P.E.A. representa el 23% de la población municipal y se distribuye de la siguiente manera: en el sector agrícola, el 63.8%; en el sector manufacturero, el 11.6%; y en el sector servicios el 21.3%; el restante 3.3% en actividades no especificadas. Se estima que el 15.8% de la población total en el municipio, corresponde a la población urbana y el 84.2% a la población rural. Como el municipio es predominantemente agrícola, se tienen subempleo y fenómenos migratorios hacia el vecino país del norte.